# Аннин Верх
Аннин Верх — деревня в Перелюбском районе Саратовской области, в составе сельского поселения Грачёво-Кустовское муниципальное образование.
Население - 119 (2010)

## История
Впервые село Аннин Верх упоминается в ревизских сказках 1835 года в Саратовской губернии Мостовской волости Вольского уезда. В селе проживали 194 мужчины и 185 женщин. Перепись крестьян села Аннин Верх 1835 года была как минимум второй (после 1816 года), что также отображено в ревизских сказках 1835 года .
Казённое село Аннин Верх (оно же Селезниха) упоминается в Списке населённых мест Российской империи по сведениям за 1859 год. Село относилось к Николаевскому уезду Самарской губернии. В селе проживали 419 мужчин и 450 женщин. В Списке населённых мест Самарской губернии по сведениям за 1889 год село Аннин Верх значится в составе Грачёво-Кустской волости. В селе проживало 1179 жителей, за селом числилось 3909 десятин удобной и 1096 десятин неудобной земли, имелись церковь, 7 ветряных мельниц, земская станция, проводились 2 ярмарки. Согласно переписи 1897 года в селе проживало 1146 человек, из них православных - 1142.
В 1899 году была построена деревянная церковь Николая Чудотворца, с пределом Успения Пресвятой Богородицы. В 1906—1907 годах расширена приделами. Архитекторы Т. С. Хилинский, А. А. Щербачёв — реконструкция в 1906—1907.
Согласно Списку населённых мест Самарской губернии 1910 года село населяли бывшие государственные крестьяне, русские, православные, 810 мужчин и 732 женщины, в селе имелись церковь, школа, 7 мельниц, земская станция, богадельня.

## Физико-географическая характеристика
Деревня находится в Заволжье, на левом берегу реки Сестра. Высота центра населённого пункта - 32 метра над уровнем моря. Рельеф местности равнинный. Почвы - тёмно-каштановые.
Деревня расположена в 46 км по прямой в западном направлении от районного центра села Перелюб. По автомобильным дорогам расстояние до районного центра составляет 49 км, до областного центра города Саратов - 310 км, до города Пугачёв - 71 км, до Самары - 230 км. 
Часовой пояс
Деревня Аннин Верх, как и вся Саратовская область, находится в часовой зоне МСК+1. Смещение применяемого времени относительно UTC составляет +4:00.

## Население
Динамика численности населения по годам:
| Годы      | 1859 | 1889 | 1897 | 1910 | 1989 | 2002 |
| --------- | ---- | ---- | ---- | ---- | ---- | ---- |
| Население | 979  | 1179 | 1146 | 1542 | ≈230 | 163  |

| 2002 | 2010 |
| ---- | ---- |
| 163  | ↘119 |

Национальный состав
Согласно результатам переписи 2002 года русские составляли 79 % населения деревни.